# Dom (título)

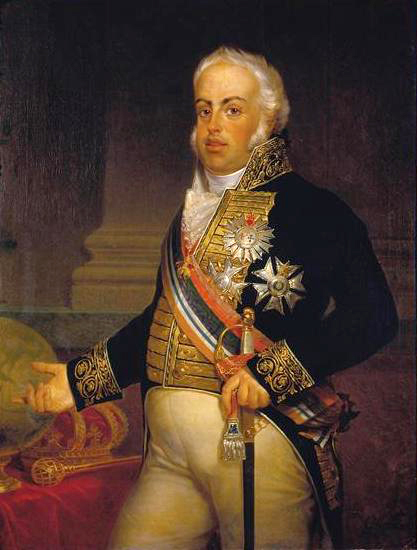
Dom João VI de Portugal

Dom (do latim dominus, em português senhor, dono ou mestre), ou, no feminino, Dona, é um pronome de tratamento concedido a monarcas, príncipes, infantes e nobres portugueses, espanhóis, ibero-americanos e italianos; a bispos católicos, abades e sacerdotes beneditinos, cartuxos e trapistas, sempre seguido do prenome. No caso de nobres, é transmitido apenas pela descendência varonil direta, a não ser quando a mãe seja chefe da casa dinástica.[carece de fontes?]

## Origens
Considera-se, de forma geral, que o título de Dom é uma abreviação do latim Dominus, porém, propõe uma teoria diferente. Com base em que há evidências de colônias israelenses na Espanha (em Társis) desde a época de Salomão (ou mesmo antes), e com vários influxos de emigrantes durante a destruição do primeiro templo, do segundo templo e deportações em massa na época do imperador Adriano, ele considera mais provável que Don derive do hebraico Adon (senhor, mestre), título usado pelos judeus da mesma forma que Sir é usado na língua inglesa.

## Uso na península Ibérica
O título de "Dom" sempre teve um enorme relevo em Portugal. Durante muitos séculos um nobre apenas por outorga régia podia passar a usar o título de "Dom". Atualmente, há controvérsias sobre o correto uso do termo para a extinta nobreza portuguesa. Muitos genealogistas ligados ao Cartório de Nobreza, instituição monarquista fundada por [carece de fontes?] Duarte Pio de Bragança, defendem a tese de que a dignidade segue a Lei Filipina, instituída pelo rei Filipe III de Espanha.[carece de fontes?] Essa opinião não é consensual, todavia, uma vez que é possível encontrar em extensa literatura referência a grandes do reino que não possuíam o axiônimo.
Não obstante a origem restrita, Dona tornou-se um tratamento de reverência usado para anteceder o nome de uma senhora que se respeita. Neste caso usa-se o axiônimo com inicial minúscula (dona).
Seja qual for o uso, ordinário ou aristocrático, "dom" e "dona" devem anteceder o prenome, e não o sobrenome, para o qual é mais adequado o uso de senhor ou senhora.

### Lei Filipina
Desde 1611, que por lei do rei Filipe II de Portugal (III de Espanha), o uso do título de "Dom" passou a ser privilégio dos Grandes do Reino, compreendendo estes a realeza (rei, rainha, príncipes e infantes), os membros do alto clero (cardeais, arcebispos e bispos), os membros da Alta Nobreza (duques, marqueses, condes, bem como viscondes e barões com honras de Grandeza), os oficiais generais do exército e da armada e os grão-mestres das Ordens de Cavalaria.
No caso dos nobres a transmissão do título de "Dom" passou a ser restrita ao primogénito varonil se o título tivesse sido outorgado em vida (renovado ou não); já os titulares de juro e herdade transmitiam o título de "Dom" a todos os filhos (mas não aos netos). Fora destes casos, o título de "Dom" apenas podia ser usado por especial mercê do soberano; contudo a concessão podia ser de juro e herdade (hereditária), o que conduzia à transmissão aos descendentes, passando no futuro a ser usado por toda uma determinada família; esta podia ter ou não mais títulos nobiliárquicos, mas mesmo que os tivesse apenas podia usar o título de "Dom" de um modo generalizado em toda a família (em desrespeito à lei de 1611) se um ascendente tivesse sido agraciado nesse sentido pelo rei com carácter de juro e herdade, caso dos Cunhas, Mascarenhas, Almeidas, Castelo-Branco, Costas do Armeiro (Mesquitela) e mais tarde Saldanha, para dar alguns exemplos.
No entanto, a Lei Filipina nunca foi aplicada em Portugal.
A dignidade de "Dom/Dona" também pode ser transmitida por mulher, caso esta seja a chefe da casa dinástica, por exemplo: Dona Maria I de Portugal, Dona Maria II de Portugal e Dona Isabel do Brasil. Também as mulheres titulares (com títulos com grandeza) podem transmitir o título de "Dom" à respectiva descendência.

### Uso restritivo
É possível encontrar extensa literatura em que grandes do reino de Portugal não possuíam a dignidade de "Dom" em seus nomes. Isso porque para muitos o axiônimo usado como título era de uso mais restrito do que aquele proposto pela Lei Filipina. No caso, a dignidade de "Dom/Dona" não era concedida a qualquer nobre, mas apenas aos que pudessem provar que, em suas ascendências, havia um parentesco direto, herdado por linha varonil, com algum monarca ibérico. Por exemplo, no caso de Dom Francisco da Costa de Sousa de Macedo, Marquês da Cunha, considerado descendente de Dom Afonso III de Portugal. Ressalta-se que nem sempre este levantamento genealógico era totalmente confiável. As mulheres, por sua vez, apenas transmitiriam a dignidade aos filhos se na condição de chefes das respectivas casas dinásticas.
Para além do caso de ascendência de sangue real, segundo a tese do uso restrito, que foi a que foi sempre aplicada em Portugal, apenas era permitido o uso do título de "Dom" por especial mercê do soberano. Existiram casos em que a concessão, pelo rei, do título de "Dom" a um nobre antecedia a outorga de um outro título, como foi o caso de Dom Vasco da Gama que primeiro recebeu o título de "Dom" e depois o de Conde da Vidigueira. Note-se que como Dom Vasco da Gama não tinha varonia real (isto é, não descendia de um rei por linha directa varonil) apenas pôde usar o título de "Dom" porque, independentemente do título de conde, o rei lhe fez mercê nesse sentido, e com prerrogativa excepcionalíssimamente de o poder transmitir por linha feminina. Carta Régia de Mercê de 10 de Janeiro de 1502 d` El-Rei Dom Manuel I (fls. 204 do livro 1º de "Místicos", in Arquivo Nacional da Torre do Tombo...e bem assim o fazemos a ele Vasco da Gama e por seu respeito isto mesmo queremos e nos praz que Aires da Gama e Teresa da Gama, seus irmãos, sejam de Dom e se possam todos, daqui em diante, chamar de dom, e assim seus filhos e netos e todos aqueles que deles descenderem de juro e herdade, sem embargo de quaisquer leis, ordenações, direitos canónicos e civis, glosas, foros, costumes, opiniões de Doutores e capítulos de Cortes, e coisas que contra isto forem ou adiante possam ser feitas, as quais todas e cada uma delas aqui havemos por expressas e declaradas por de nenhum efeito e vigor. E queremos e mandamos que esta nossa Carta de Doação tenha e valha assim e tão cumpridamente como nela é conteúdo. E prometemos por nós e nossos sucessores que após nós hão de vir, de nunca ir-mos contra ela em parte nem do todo, antes o fazemos sempre cumprir e manter como nela é conteúdo, e assim rogamos e recomendamos aos sucessores por nossa bênção que nunca contra ela vão em parte nem no todo, antes a façam assim cumprir e manter como nela é declarado porquanto assim é nossa mercê).
Excluíam-se desta regra os ramos varonis legítimos das famílias que sempre tiveram "Dom" desde a sua origem, que em Portugal eram poucas, sendo basicamente as de origem real (desde Pedro I) e as de origem castelhana que de lá o trouxeram, a saber: Eça (descendentes de Pedro I), Noronha (descendentes de Fernando I), Bragança, Faro e Portugal (descendentes de João I), Manoeis e Lancastres (descendentes de João II), no que toca à ascendência real portuguesa (embora no caso dos Noronha a varonia fosse da Casa Real de Castela), e Menezes, Castro, Henriques e Manoeis de Vilhena no que toca a famílias com origem real de Castela. Em qualquer um destes casos, como era vulgar em Portugal, o simples facto de se usar o nome não significava que se pertencia a essa linhagem, pois verificaram-se quer homonímias (como por exemplo no caso dos Henriques, afinal um patronímico) quer muitas adopções, nomeadamente quando do baptismo dos judeus.
A prova documental confirmava o direito ao uso de um título de nobreza ou fidalguia, como o "Dom".
Ressalta-se que a nobreza brasileira utilizou regras semelhantes, de uso bem restrito.

## Exemplos em Portugal
Excluamos os casos medievais, quando o tratamento dominus costuma ser feito equivalente ao Dom.[carece de fontes?]
- O genealogista Felgueiras Gayo (no seu título genealógico sobre a família Elvas, no Nobiliário de Famílias de Portugal) registra a concessão do Dom, em fins do século XIV, ao cavaleiro vilão Dom Gil Fernandes de Elvas.[carece de fontes?]
- O Dom é concedido, em fins do século XV, ao Barão de Alvito (antes dr. João Fernandes da Silveira), personagem de origem modesta e obscura. Depois, é estendido à sua descendência (como o comenta Braamcamp Freire nos Brasões da Sala de Sintra).[carece de fontes?]
- O Dom é concedido a um Mascarenhas em 1495; é aquele que usaram depois o Conde de Coculim, o Conde da Palma, o Conde da Torre e o Marquês de Fronteira. No caso, atinge uma família até então de nobreza média.[carece de fontes?] (Ver o Anuário da Nobreza de Portugal, 1985.)
- O Dom é concedido aos Almadas, família com status semelhante aos Mascarenhas.[carece de fontes?] (Mesma fonte.)
- O Dom é concedido a Álvaro da Costa em 1518 ou antes; trata-se de personagem com origens também obscuras, e possivelmente modestas.[carece de fontes?] (Mesma fonte.)
- O Dom passa a ser usado pelos descendentes bastardos de D. Jorge de Melo, bispo da Guarda (no século, Simão de Melo). Aparentemente, trata-se de reiteração do honorífico levado pelo eclesiástico.[carece de fontes?] (Ver Braamcamp Freire.)
- O Dom dos Manuéis vem, apud Braamcamp Freire, igualmente de um eclesiástico, também bispo da Guarda, cujas supostas origens régias aquele historiador desprova.[carece de fontes?] No entanto, outros genealogistas dão aos Manueis Atalaya filiação régia, ligando-os ainda aos Manoeis de Vilhena.
- O Dom dos Sotomayores, ditos Sotomayores Mui Nobres, vem de sentença judicial no século XVII.[carece de fontes?] (A discussão detalhada está no título Sotomayores, em Felgueiras Gayo.)
- Segundo a Resenha das Famílias Titulares, o Dom usado por uma linha dos Câmara Lemes da Ilha da Madeira, desde fins do século XVIII, teria começado por ser usado arbitrariamente, tendo sido legalizado após ser referido em mercês régias que foram concedidas a membros da família Câmara Leme, sem que fosse feita a devida averiguação sobre a sua legitimidade.[5] Segundo informação do padre Fernando Augusto da Silva no Elucidário Madeirense, o Dom dos Câmara Lemes teria sido resultado de um lapso de um dos escrivães das mercês régias, tomando o D de Diz pelo D. de Dom.[6]

## Exemplos no Brasil
- O imperador Pedro I concede a duas das filhas geradas de seu relacionamento extraconjugal com a marquesa de Santos os tratamentos de Dona e de Alteza, garantindo-lhes na prática a condição de princesas. Foram a duquesa de Goiás e a duquesa do Ceará, que passaram a ser legitimadas. Tal regalia foi instrumentalizada pela carta régia que lhes concedia os respectivos títulos nobiliárquicos.

## Noutras línguas
Em espanhol, é comum tratar pessoas mais velhas por don e doña como sinal de respeito, da mesma forma que dona em português. Na Espanha, além de seu uso por nobres, militares de alta patente e grão-metres de ordens honoríficas o uso de "don" e "doña" está cada vez mais limitado ao tratamento dado aos professores e sacerdotes católicos. Também é usado em eventos públicos, para apresentar pessoas de idade avançada e com uma excelente trajetória pessoal ou profissional, sempre como sinal de carinho e reconhecimento do interlocutor ou da comunidade em geral.
Na América Hispânica, o tratamento geralmente é concedido com mais facilidade. Muitas vezes é um honorífico para cada pessoa após alcançar certa idade ou o casamento. Em alguns países, é o título honorífico dado apenas aos indivíduos que ganharam o respeito da comunidade (caso do México). No caso colombiano é um título honorífico não só de uma pessoa mais velha, mas quando há uma diferença na hierarquia da pessoa (status), para que uma pessoa mais velha possa chamar Don alguém mais novo se este ocupa uma posição de trabalho superior.
Na Itália os tratamentos de Don e Donna foram usados por descendentes de duques e de príncipes por via varonil. Também é utilizado, especialmente na Sicília, como um título para pessoas de respeito e sabedoria (é usado para mostrar reverência aos idosos); Em alguns ambientes também é utilizado por chefes de famílias mafiosas, pertencente a Cosa nostra.[carece de fontes?] Don também é usado como forma de tratamento ao dirigir-se a padres e monges.
Internacionalmente, sacerdotes membros das congregações beneditina, cartuxa ou trapista usam o tratamento latino de dom (ver Dom Pérignon).[carece de fontes?]